# بال‌کوتاه کوچک
بال‌کوتاه کوچک (نام علمی: Brachypteryx leucophrys) نام یک گونه از سرده بال‌کوتاه‌ها است.